# Monoblastus kaniacensis
Monoblastus kaniacensis là một loài tò vò trong họ Ichneumonidae.